# Verchocq
Verchocq (Nederlands: Everkok) is een gemeente in het Franse departement Pas-de-Calai (regio Hauts-de-France) en telt 589 inwoners (2008). De plaats maakt deel uit van het arrondissement Montreuil.

## Naam
Het dorp ligt in Frans-Vlaanderen en draagt de Vlaamse naam Everkok. De oudste vermelding is uit het jaar 1177 als Evercoc. De huidige naam is daarvan een Franse fonetische nabootsing. De spelling van de naam van het dorp heeft door de eeuwen heen gevarieerd. Chronologisch heette het achtereenvolgens: Evercoc (1177), Vrecoch (1280), Verchoc (1291), Vercock (1293), Verchok (1294), Viéchocq (1395), Viéchoq (1403), Vréchoc (1414), Vréhocq (1429), Vrechocq (1507), Wercohc (v. 1512), Le Vréchoc (1559), Vercho (1670). Hierna kreeg en behield het zijn huidige naam en spellingswijze.

## Geografie
De oppervlakte van Verchocq bedraagt 15,4 km², de bevolkingsdichtheid is 34,0 inwoners per km².
De onderstaande kaart toont de ligging van Verchocq met de belangrijkste infrastructuur en aangrenzende gemeenten.

## Demografie
Onderstaande figuur toont het verloop van het inwonertal (bron: INSEE-tellingen).